# Alabastre (ceràmica)

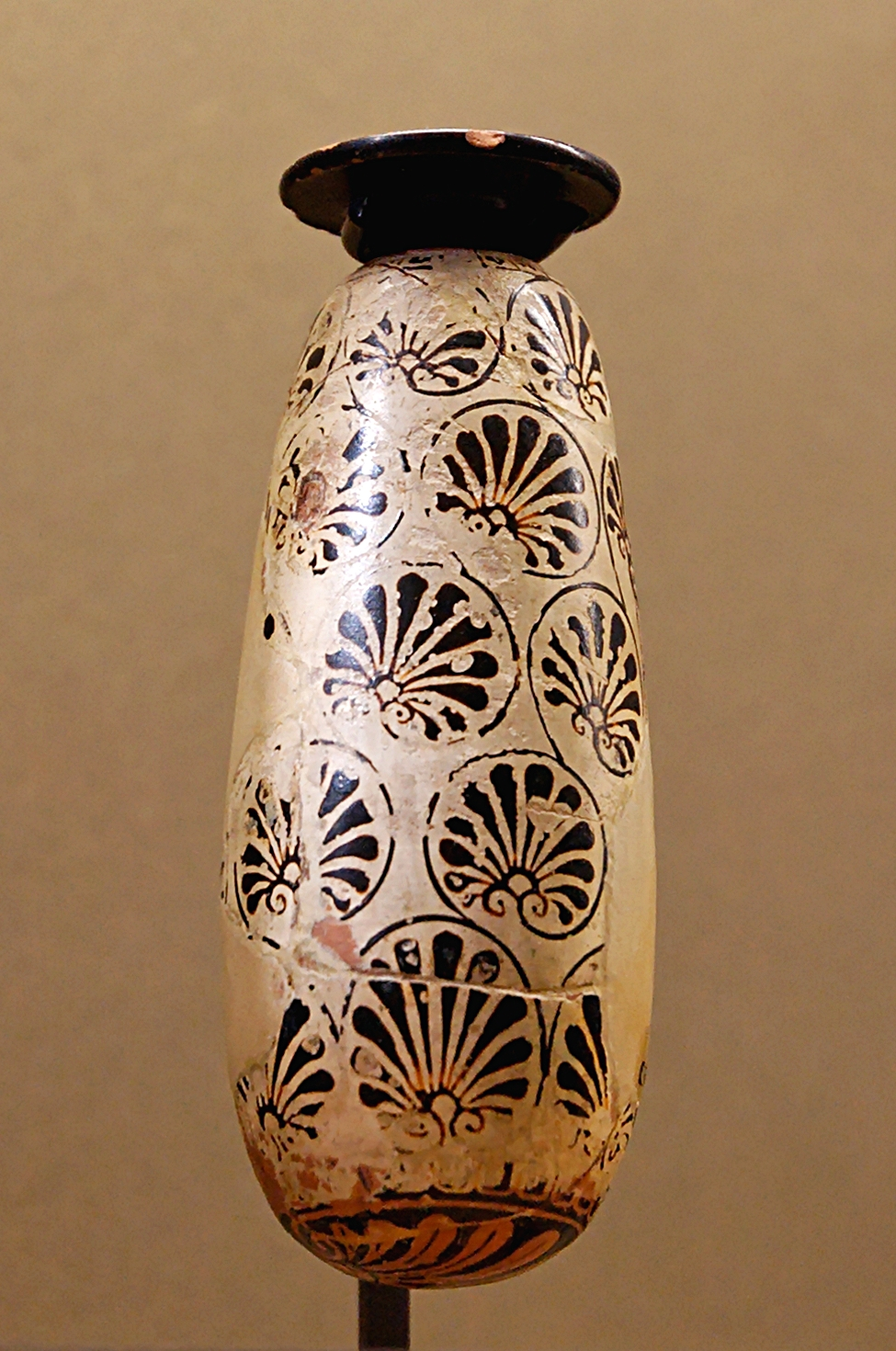
Alabastre antic de figures negres i de fons blanc, cap }

L'alabastre (del grec antic αλάβαστρον), en ceràmica, és una forma de vas grec. Es tracta d'una petita ampolla afusada de fons rodó i de boca plana, feta de fang i més freqüentment d'alabastre, en la qual es col·locaven normalment oli, especialment olis perfumats o per a massatges i ungüents.

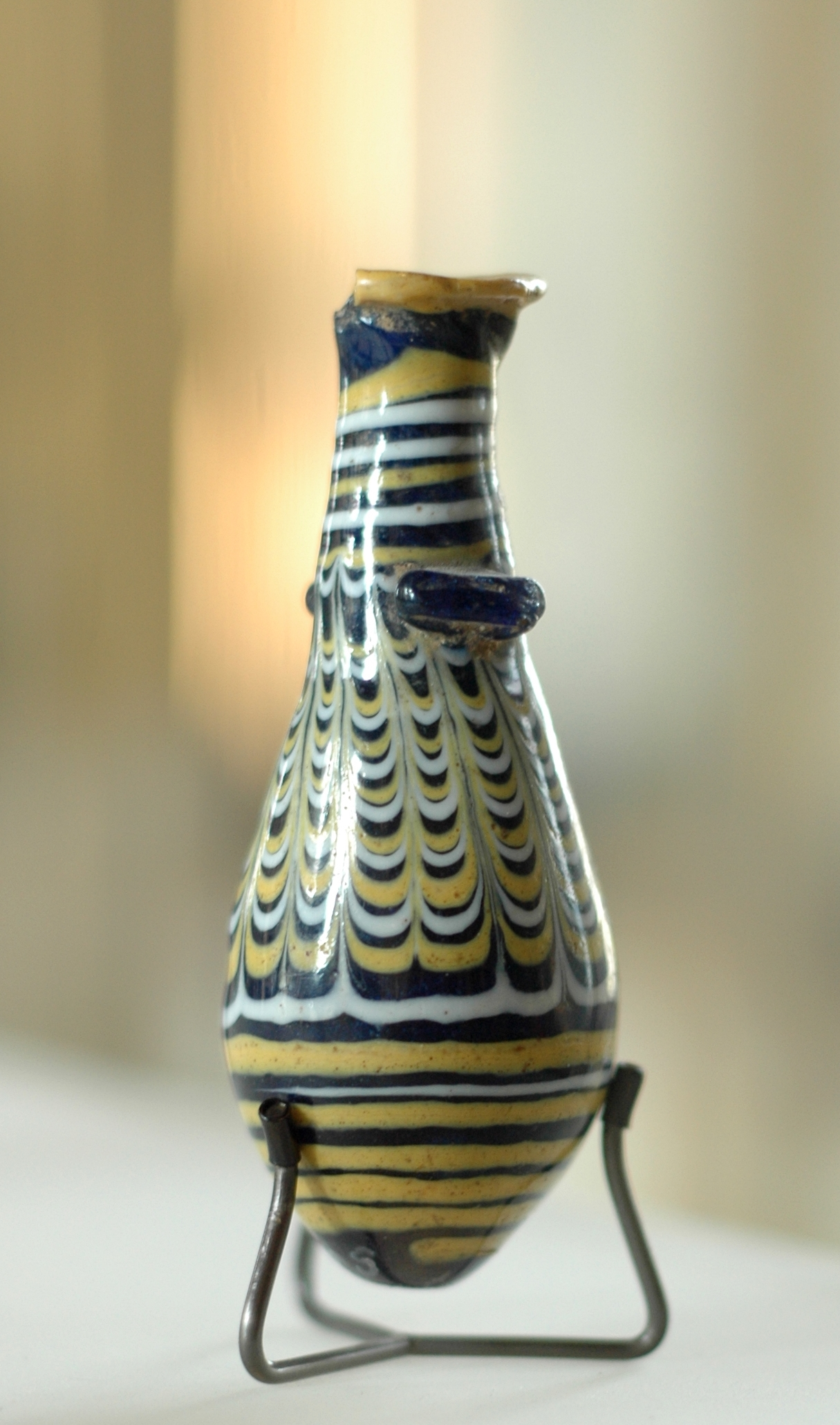
Alabastre en pasta de vidre.

La majoria dels alabastres tenen un cos estret amb extrem arrodonit, un coll estret i una àmplia i oberta boca. Sovint no tenen nanses, però alguns tipus tenen unes protuberàncies en forma d'orella en les que es practicaven uns forats. A través d'aquests forats s'introduïen cordills per al seu transport.
El seu cos és estret i allargat, similar a la forma de l'àmfora, i semblant a altres dos tipus de vasos d'aquesta època: El Lècit i l'Aríbal. El seu coll és allargat i estret per deixar escapar només una reduïda quantitat de líquid, gota a gota. A l'embocadura de l'alabastre, el llavi és ample i pla per permetre l'aplicació del contingut sobre la pell.
La seva fabricació generalment era en terracota (ceràmica), encara que s'han descobert exemplars de pasta de vidre o d'alabastre a les costes del Mar Mediterrani. Com els gots d'aquesta època, les decoracions eren molt riques i finament pintades.

## Antic Egipte
El seu origen es remunta al voltant del segle xi aC, a l'antic Egipte, com a recipients i d'allí es van difondre a través de l'antiga Grècia a altres parts del món antic.
El disseny del primer alabastre egipci es va inspirar en les palmeres, amb una forma en columnes. Més tard es va fabricar en vidre decorat, amb diversos motius decoratius, com ara les vieires, les garlandes, motius abstractes o anells en ziga-zaga.

## Antiga Grècia
Al voltant del segle vii aC, l'alabastre es va difondre a Grècia i va arribar a ser un element important de la ceràmica grega. Van existir tres tipus diferents d'alabastre:
- Un corinti de forma bulbosa, d'una mida de 8 a 10 cm, un disseny popular a tot Grècia.
- Una versió llarga i punxeguda comunament en la ceràmica de la Grècia oriental, Etrúria, i la italo-coríntia.
- Un àtic, d'uns 10 a 20 cm, amb una base arrodonida i sortints en formes d'orelles per agafar-los.

La decoració, finament executada, representava sovint escenes típiques de l'època.
Al cap d'uns cent anys de la seva extensió per Grècia, els artesans van produir alabastres de plata amb decoració molt elaborada, llargs i estrets, d'una mida de 12 a 16 cm. Generalment, la decoració introduïda dividia el cos en quatre zones horitzontals mitjançant franges ornamentals.

## En altres llocs
Els alabastres també es van fabricar en altres llocs del món antic, com a Assíria, Síria i Canaan, presumiblement inspirats en els exportats de Grècia o d'Egipte.